# Bagnols (Rhône)
Bagnols ist eine französische Gemeinde mit 758 Einwohnern (Stand: 1. Januar 2022) im Département Rhône in der Region Auvergne-Rhône-Alpes. Sie gehört zum Arrondissement Villefranche-sur-Saône und zum Kanton Val d’Oingt. Die Einwohner heißen Bagnolais.

## Geographie
Bagnols liegt in der Nähe von Le Bois-d’Oingt, etwa 25 Kilometer nordwestlich von Lyon in der Landschaft Beaujolais. Umgeben wird Bagnols von den Nachbargemeinden 
- Frontenas im Norden,
- Charnay im Osten,
- Châtillon im Südosten,
- Chessy im Süden,
- Le Breuil im Südwesten,
- Val d’Oingt mit Le Bois-d'Oingt im Westen,
- Moiré im Nordwesten.

## Bevölkerungsentwicklung
| Jahr                       | 1962 | 1968 | 1975 | 1982 | 1990 | 1999 | 2006 | 2012 |
| Einwohner                  | 335  | 369  | 438  | 603  | 636  | 701  | 731  | 656  |
| Quellen: Cassini und INSEE |      |      |      |      |      |      |      |      |